# Bieliana
Bieliana – rodzaj statku rzecznego (rzadziej morskiego), używanego w Rosji w drugiej połowie XIX w. i na początku XX w. do transportu surowego drewna budulcowego i z tegoż surowca zbudowanego. Statek taki był właściwie pływającym stosem drewna i odbywał tylko jeden rejs w dół rzeki. Drewno ułożone było w dość skomplikowany sposób, by zapewnić odpowiednią wentylację, możliwość gaszenia ewentualnego pożaru czy uszczelnianie burt. Po dotarciu do celu był rozbierany.

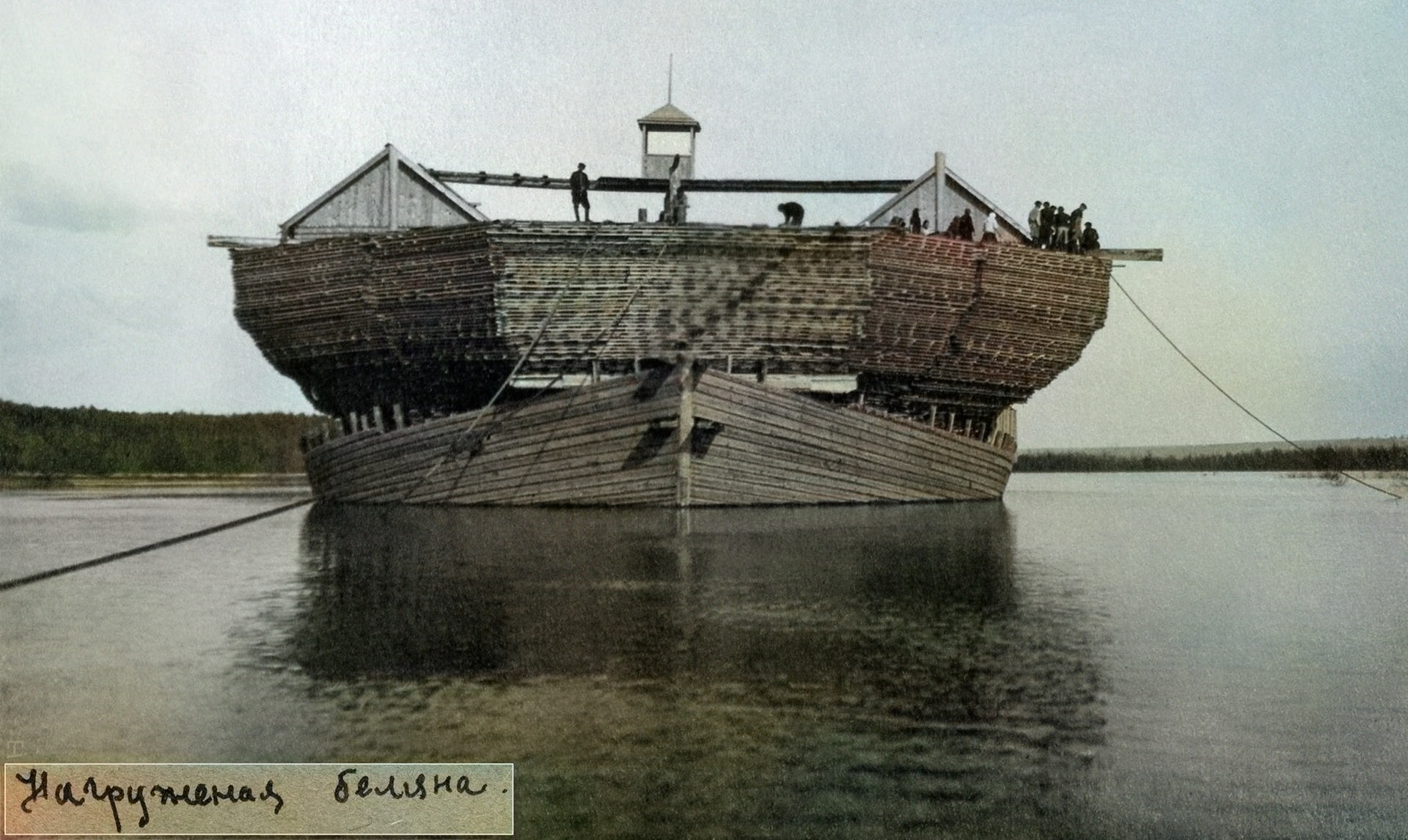
Bieliana

Wymiary bielian: długość od 32 do 110 m, szerokość od 5 do 25 m, zanurzenie od 1,1 do 5,1 m, wysokość od linii wodnej od 2,1 do 6,4 m; wyporność osiągała nawet 16400 ton.
Sporadycznie – do eksportu drewna do Szwecji – budowano bieliany morskie do rejsów przez Bałtyk.